# Roger De Vlaeminck
Roger De Vlaeminck (* 24. August 1947 in Eeklo) ist ein ehemaliger belgischer Radrennfahrer und war in den 1970er Jahren einer der erfolgreichsten Klassikerfahrer des Radsports.

## Werdegang
Nachdem De Vlaeminck bei den UCI-Cyclocross-Weltmeisterschaften 1968 den Titel der Amateure gewonnen hatte, wurde er zur Saison 1969 Profi.
De Vlaeminck entwickelte sich während seiner Laufbahn als Berufsfahrer zu einem der erfolgreichsten Klassikerjäger aller Zeiten. Neben weiteren klassischen Eintagesrennen gewann er alle Monumente des Radsports: Mailand–Sanremo 1973, 1978 und 1979, die Flandern-Rundfahrt 1977, Paris–Roubaix 1972, 1974, 1975 und 1977, Lüttich–Bastogne–Lüttich 1970 sowie die Lombardei-Rundfahrt 1974 und 1976. Seine vier Siege bei Paris–Roubaix wurden erst 2012 durch seinen Landsmann Tom Boonen egalisiert. Insgesamt dreizehnmal war er am Start dieses Rennens und platzierte sich immer unter den besten sieben Fahrern. Bei den UCI-Straßen-Weltmeisterschaften 1975 gewann er die Silbermedaille.
Außer seinen Erfolgen in Eintagesrennen war De Vlaeminck auch bei Etappenrennen erfolgreich: Tirreno–Adriatico gewann er von 1972 bis 1977 sechsmal in Folge. Mit der Tour de Suisse 1975 gewann er seine wichtigste Rundfahrt. Außerdem siegte er 1971 bei den Vier Tagen von Dünkirchen. Zwischen 1972 und 1979 gelangen ihm beim Giro d’Italia 22 Etappensiege. 1972 wurde er Gesamtsiebter der Italienrundfahrt, 1975 Gesamtvierter. Bei der Tour de France 1970 und der Vuelta a España 1984 gewann er jeweils eine Etappe.
Auch als Profi blieb De Vlaeminck im Cyclocross erfolgreich. So wurde er 1975 in dieser Disziplin Weltmeister.
Im Bahnradsport gewann De Vlaeminck 1972 mit Patrick Sercu den belgischen Meistertitel im Zweier-Mannschaftsfahren. 1980 und 1982 gewann er das Sechstagerennen von Antwerpen, 1971 das Sechstagerennen von Gent.
Seine erfolgreichste Saison hatte er 1975 mit 44 Siegen.
Nach Ablauf der Saison 1984 beendete De Vlaeminck seiner Karriere als Aktiver, während der er nie positiv auf Doping getestet wurde. Im Anschluss war er für verschiedene Radsportteams als Sportlicher Leiter tätig.

## Familie
Rogers älterer Bruder Eric war ebenfalls international überaus erfolgreich, allerdings viel stärker auf das Querfeldeinrennen spezialisiert. Sein Neffe Geert De Vlaeminck ist ebenfalls Radrennfahrer gewesen.

## Erfolge (Auswahl)
Weltmeisterschaften
- Cyclocross-Weltmeister Amateure 1968
- Cyclocross-Weltmeister Profis 1975
- Weltmeisterschaft – Straßenrennen 1975

Klassiker
- Mailand–Sanremo 1973, 1978, 1979
- Flandern-Rundfahrt 1977
- Paris–Roubaix 1972, 1974, 1975, 1977
- Lüttich–Bastogne–Lüttich 1970
- Lombardei-Rundfahrt 1974, 1976
- Meisterschaft von Zürich 1975
- Omloop Het Volk 1969, 1979
- GP E3 1971
- Flèche Wallonne 1971
- Paris–Brüssel 1981

Etappenrennen (Gesamtwertung)
- Tour de Suisse 1975
- Tirreno–Adriatico 1972, 1973, 1974, 1975, 1976, 1977
- Vier Tage von Dünkirchen 1971

Grand Tours-Etappensiege
- 22 Etappen Giro d’Italia (1972, 1973, 1974, 1975, 1976, 1979)
- eine Etappe Tour de France 1970
- eine Etappe Vuelta a Espana 1984

## Wichtige Platzierungen
| Weltmeisterschaft   | 1969 | 1970 | 1971 | 1972 | 1973 | 1974 | 1975 | 1976 | 1977 | 1978 | 1979 | 1980 | 1981 | 1982 | 1983 | 1984 |
| ------------------- | ---- | ---- | ---- | ---- | ---- | ---- | ---- | ---- | ---- | ---- | ---- | ---- | ---- | ---- | ---- | ---- |
| StraßenrennenStraße | 14   | 11   | 46   | 12   | 31   | DNF  | 2    | –    | DNF  | 10   | 10   | –    | DNF  | –    | –    | –    |

| Grand Tour            | 1969 | 1970 | 1971 | 1972 | 1973 | 1974 | 1975 | 1976 | 1977 | 1978 | 1979 | 1980 | 1981 | 1982 | 1983 | 1984 |
| --------------------- | ---- | ---- | ---- | ---- | ---- | ---- | ---- | ---- | ---- | ---- | ---- | ---- | ---- | ---- | ---- | ---- |
| Vuelta a EspañaVuelta | –    | –    | –    | –    | –    | –    | –    | –    | –    | –    | –    | –    | –    | –    | –    | DNF  |
| Giro d’ItaliaGiro     | –    | –    | –    | 7    | 11   | 11   | 4    | DNF  | –    | DNF  | –    | –    | –    | –    | –    | DNF  |
| Tour de FranceTour    | DNF  | DNF  | DNF  | –    | –    | –    | –    | –    | –    | –    | –    | –    | –    | –    | –    | –    |

| Monument                 | 1969 | 1970 | 1971 | 1972 | 1973 | 1974 | 1975 | 1976 | 1977 | 1978 | 1979 | 1980 | 1981 | 1982 | 1983 | 1984 |
| ------------------------ | ---- | ---- | ---- | ---- | ---- | ---- | ---- | ---- | ---- | ---- | ---- | ---- | ---- | ---- | ---- | ---- |
| Mailand–Sanremo          | 2    | –    | –    | 12   | 1    | 3    | 31   | 8    | 2    | 1    | 1    | 5    | 2    | 13   | –    | –    |
| Flandern-Rundfahrt       | –    | 13   | 17   | –    | –    | 29   | 11   | 4    | 1    | 10   | 12   | 4    | 6    | 25   | –    | –    |
| Paris–Roubaix            | 5    | 2    | 7    | 1    | 7    | 1    | 1    | 3    | 1    | 2    | 2    | –    | 2    | 6    | –    | –    |
| Lüttich–Bastogne–Lüttich | 22   | 1    | –    | –    | –    | 11   | 8    | –    | 4    | –    | –    | –    | –    | 7    | –    | –    |
| Lombardei-Rundfahrt      | –    | –    | 8    | –    | 2    | 1    | 4    | 1    | 15   | –    | 15   | –    | –    | –    | –    | –    |